# Леопардови гущери
Леопардовите гущери (Gambelia) са род влечуги от семейство Crotaphytidae.

## Разпространение
Родът включва 3 вида гущери, разпространени в пустинните области на Северна Америка.

## Видове
Род Gambelia – Леопардови гущери
- Gambelia copeii
- Gambelia sila – Тъпонос леопардов гущер
- Gambelia wislizenii - Леопардов гущер